# Quyền LGBT ở Moldova
Quyền đồng tính nữ, đồng tính nam, song tính và chuyển giới ở Moldova đối mặt với những thách thức pháp lý và xã hội và phân biệt đối xử mà những người không phải là LGBT không gặp phải. Các hộ gia đình do các cặp đồng giới đứng đầu không đủ điều kiện nhận các quyền và lợi ích giống như các hộ gia đình do các cặp vợ chồng khác giới đứng đầu. Tuy nhiên, Moldova cấm phân biệt đối xử dựa trên xu hướng tình dục ở nơi làm việc và hoạt động tình dục đồng giới đã được hợp pháp từ năm 1995. Tuy nhiên, các mối quan hệ đồng giới không được công nhận ở trong nước, do đó, các cặp đồng giới có rất ít sự bảo vệ pháp lý trong xã hội.
Kể từ khi Liên Xô sụp đổ, Moldova ngày càng chịu ảnh hưởng của Giáo hội Chính thống giáo Đông phương. Kết quả là, nó đã bị hủy hoại bởi các vi phạm nhân quyền, bao gồm cả vi phạm tự do lập hội và tự do ngôn luận. [Cuộc diễu hành tự hào] đầu tiên của Moldova được tổ chức vào năm 2002. Tuy nhiên, kể từ đó, các cuộc diễu hành niềm tự hào đã gặp phải sự phản đối gay gắt từ chính quyền và các nhà lãnh đạo tôn giáo, và thường bị hủy bỏ hoặc bị cấm do những lo ngại về an toàn. Một cuộc diễu hành niềm tự hào thành công đã diễn ra vào tháng 5 năm 2018 ở Chișinău, sau khi các quan chức cảnh sát bảo vệ những người tham gia khỏi các nhóm chính thống cực đoan bạo lực.
Xã hội Moldova vẫn rất truyền thống, và sự phân biệt đối xử và bạo lực đối với các thành viên của cộng đồng LGBT là phổ biến. Năm 2018, ILGA-Châu Âu đã xếp hạng Moldova thứ 43 trong số 49 quốc gia Châu Âu liên quan đến pháp luật LGBT. Đây là một cải tiến từ sáu năm trước, khi Moldova xếp hạng cuối cùng.

## Chống phân biệt đối xử
Trong một thời gian dài, một liên minh lớn của các tổ chức nhân quyền, bao gồm GenderDoc-M, đã vận động Chính phủ Moldova thực hiện luật chống phân biệt đối xử theo tiêu chuẩn châu Âu, trong đó bao gồm cả xu hướng tình dục như một mặt bằng được bảo vệ.
Một đạo luật, cấm phân biệt đối xử trên cơ sở khuynh hướng tình dục trong việc làm, đã được Quốc hội Moldavian thông qua vào ngày 25 tháng 5 năm 2012, và được Tổng thống Nicolae Timofti ký vào ngày 28 tháng 5 năm 2012. Luật có hiệu lực vào ngày 1 tháng 1 năm 2013.
Cái gọi là "luật tuyên truyền truyền thông", có hiệu lực từ ngày 1 tháng 1 năm 2019, gây tranh cãi vì lệnh cấm "các chương trình truyền hình về tin tức, phân tích, chính trị và quân sự" của Nga, cũng có một điều khoản cấm các đài truyền hình phân biệt đối xử cơ sở của xu hướng tình dục. Điều 11 của luật, mang tên Codul servrecilor media aud audizuizu al Republicii Moldova, tuyên bố rằng "các chương trình nghe nhìn bị cấm:... truyền bá xúi giục, quảng bá hoặc biện minh cho hận thù chủng tộc, bài ngoại, chống Do Thái hoặc các hình thức khác của sự thù hận được thành lập dựa trên sự không khoan dung hoặc phân biệt đối xử dựa trên giới tính, chủng tộc, quốc tịch, tôn giáo, khuyết tật hoặc khuynh hướng tình dục."

## Dư luận
Xã hội Moldova vẫn rất truyền thống; các chính trị gia thường đưa ra những nhận xét xúc phạm về cộng đồng LGBT và sự phân biệt đối xử với các thành viên của nó là phổ biến.
| Năm  | Nguồn                                                                         | Kết quả | Kết quả |
| Năm  | Nguồn                                                                         | Có      | Không   |
| ---- | ----------------------------------------------------------------------------- | ------- | ------- |
| 2014 | IPP                                                                           | 6%      | 87%     |
| 2016 | Fundația Soros – Moldova Lưu trữ ngày 19 tháng 9 năm 2020 tại Wayback Machine | 5%      | 94%     |
| 2017 | Pew Research Center                                                           | 5%      | 92%     |

Một cuộc khảo sát xã hội học của Viện Chính sách công năm 2014 cho thấy thái độ công khai tiêu cực của người Moldova đối với cộng đồng LGBT. Khi được hỏi họ nghĩ gì về người đồng tính nam và đồng tính nữ, 7,9% trả lời "bệnh tâm thần", 6,3% "bất thường", 6,1% "bệnh", 5,5% "lỏng lẻo", trong khi 2,5% tin rằng đồng tính nam và đồng tính nữ nên bị giết. 83% người Moldova không chấp nhận người LGBT và 35,8% ủng hộ mạnh mẽ việc hình sự hóa quan hệ đồng tính bằng cách cấm quyền (61,2%), phạt người LGBT (35,5%) hoặc phạt tù (27,2%). 88,8% người Moldova sẽ bị làm phiền nếu một thành viên trong gia đình là LGBT và 92% sẽ không chấp nhận một nhà giáo dục/giáo viên LGBT trong lớp học mà con họ đang theo học.
Theo nghiên cứu "Nhà thờ và Nhà nước Cộng hòa Moldova" do Quỹ Soros - Moldova trình bày năm 2016, 84% người Moldova sẽ không chấp nhận người đồng tính sống ở Moldova, 89% sẽ không chấp nhận rằng họ sống ở cùng địa phương, 94% không chấp nhận họ là hàng xóm, 95% không chấp nhận làm bạn và 97% không muốn thành viên gia đình đồng tính. Nghiên cứu tương tự cho thấy chỉ có 5% người Moldova đồng ý với các cuộc hôn nhân đồng giới và 6% với quan hệ đối tác dân sự. These observations showed that Moldovan society is conservative, and with little willingness to accept minorities.
Vào tháng 5 năm 2017, một cuộc khảo sát của Trung tâm nghiên cứu Pew ở các nước Đông Âu cho thấy 92% người Moldova tin rằng đồng tính luyến ái không nên được xã hội chấp nhận. Trong số những người trẻ tuổi từ 18 đến 34, tỷ lệ này giảm xuống còn 88%. Theo khảo sát tương tự, 5% người Moldova ủng hộ hôn nhân đồng giới.
Tuy nhiên, kể từ khi phi hạt nhân hóa đồng tính luyến ái vào năm 1995, thái độ của các tổ chức nhà nước khác nhau đã trở nên ngày càng khoan dung. Ví dụ, Bộ Y tế đã thông báo trong một công văn rằng đồng tính luyến ái không được coi là một bệnh và tất cả các dịch vụ y tế đều có thể truy cập được bất kể xu hướng tình dục của công dân.

## Điều kiện xã hội

### Văn hóa đồng tính
Moldova có một cảnh đồng tính khá nhỏ nhưng sống động và cởi mở. Câu lạc bộ đồng tính đầu tiên của Chișinău, Câu lạc bộ Âm nhạc và Khiêu vũ Jaguar, đã khai mạc năm 2009. Cuộc diễu hành niềm tự hào đồng tính đầu tiên của Moldova (được đặt tên là Moldova Pride) được tổ chức vào tháng 4 năm 2002, nhưng nó đã bị cấm vào năm 2007, vì đồng tính luyến ái được cho là "phá hoại các giá trị Kitô giáo của Moldova".

### Tình cảm chống LGBT
Xã hội Moldova vẫn còn rất truyền thống. Các tuyên bố đồng tính độc hại được các chính trị gia tình cờ đưa ra, và đồng tính nữ và đồng tính nam thường xuyên bị phân biệt đối xử. Bạo lực đối với người đồng tính nam không phải là hiếm.
Scott Lively, một người phản đối gay gắt về quyền của người đồng tính, người đã liên kết đồng tính luyến ái với việc đóng vai trò trong việc sinh ra Diệt chủng Rwanda và Holocaust, đã đến thăm Moldova vào năm 2010 để phản đối một biện pháp chống phân biệt đối xử. Dự luật đã được thông qua ủy ban hai lần trước khi bị đình trệ sau sự phản đối của Đảng của những người Cộng sản Cộng hòa Moldova, trong đó trích dẫn chuyến thăm của Lively là một lý do cho sự phản đối của nó. Dự luật, tuy nhiên, đã được phê duyệt vào năm 2012.

### Cuộc tranh cãi Moldova Pride năm 2008
Vào ngày 11 tháng 5 năm 2008, cảnh sát và chính quyền đứng bên cạnh khi cuộc diễu hành Moldova Pride bị ngăn chặn bởi những đám đông vây quanh, đe dọa và thậm chí tấn công những người tham gia diễu hành. Thị trưởng Chișinău, Dorin Chirtoacă, người có khẩu hiệu chiến dịch là "một thị trưởng trẻ, một đội tự do, thủ đô châu Âu", đã cấm cuộc diễu hành tối hôm trước.
Việc cấm diễu hành niềm tự hào và đàn áp tự do hội họp đã thu hút sự chỉ trích và quan tâm của quốc tế, bao gồm cả Bộ trưởng Ngoại giao Anh, David Miliband.
Phán quyết tháng 5 năm 2007 Bączkowski and Others v. Poland là một trường hợp mang tính bước ngoặt, trong đó Tòa án Nhân quyền châu Âu (ECHR) phán quyết rằng bằng cách cấm niềm tự hào hòa bình diễu hành của Thị trưởng Warsaw, Lech Kaczyński, đã vi phạm ba điều khoản của Công ước Nhân quyền Châu Âu: điều 11 liên quan đến quyền tự do hội họp, điều 13 liên quan đến quyền kháng cáo và điều 14 nêu rõ sự phân biệt đối xử.
Năm 2012, ECHR phán quyết rằng chính quyền Moldova đã vi phạm nhân quyền bằng cách hủy bỏ sự kiện năm 2008.

### Sự kiện năm 2017 và 2018
Vào tháng 5 năm 2017, các nhà hoạt động LGBT đã tổ chức một cuộc tuần hành ôn hòa để trùng với Ngày quốc tế chống kì thị đồng tính, song tính và chuyển giới. Các quan chức cảnh sát đã hủy bỏ sự kiện này ngay sau khi nó bắt đầu, vì những lo ngại về an toàn vì các nhóm Chính thống cơ bản bắt đầu tấn công những người tham gia niềm tự hào. Tổng thống Igor Dodon ủng hộ các cuộc tấn công bạo lực, nói rằng: "Tôi chưa bao giờ hứa sẽ trở thành tổng thống của những người đồng tính, họ nên bầu tổng thống riêng của họ." Ông cũng đích thân gặp nhóm cực đoan và chúc mừng họ. Tuy nhiên, 450 người đã tham dự cuộc tuần hành, đây là mức cao nhất từ trước đến nay.
Vào tháng 5 năm 2018, các nhà hoạt động LGBT đã tổ chức thành công phiên bản thứ 17 của Moldova Pride. Cảnh sát đã bảo vệ những người tham gia khỏi các gốc tự do, sử dụng hơi cay để đẩy lùi họ. Tổng thống Dodon một lần nữa chúc mừng các nhóm cực đoan. Sự kiện này đã thu hút sự ủng hộ từ nhiều đại sứ quán (Argentina, Bỉ, Canada, Cộng hòa Séc, Đan Mạch, Estonia, Phần Lan, Pháp, Đức, Ireland, Ý, Latvia, Litva, Hà Lan, Na Uy, Bồ Đào Nha, Slovenia, Tây Ban Nha, Thụy Điển, Thụy Sĩ, Vương quốc Anh và Hoa Kỳ).

### Cấm tuyên truyền đồng tính luyến ái
Kể từ năm 2012, một số thành phố đã ban hành lệnh cấm "tuyên truyền" về đồng tính luyến ái (không bao gồm bất kỳ hình thức xử phạt hành chính hoặc phạt tiền nào). Những thành phố này là:
- Bălţi, ban hành vào ngày 23 tháng 2 năm 2012[22][23] và đánh sập vào ngày 28 tháng 2 năm 2013[23][24]
- Drochia,[23] ban hành vào ngày 27 tháng 3 năm 2012
- Cahul,[23] ban hành ngày 29 tháng 3 năm 2012
- Ceadîr-Lunga,[23] ban hành ngày 10 tháng 4 năm 2012
- Glodeni, sau đó bãi bỏ[23]
- Rîşcani, sau đó bãi bỏ[23]
- Soroca[23]

Các lệnh cấm tương tự cũng được ban hành ở các quận sau:
- Anenii Noi,[23] ban hành vào ngày 1 tháng 3 năm 2012
- Basarabeasca[23]
- Fălești[23]

Các điều khoản tương tự đã được ban hành bởi các làng sau của huyện Făleşti:
- Bocani, sau đó bãi bỏ[23]
- Chetriş,[23] bãi bỏ vào ngày 22 tháng 2 năm 2012
- Hiliuți[23]
- Pîrliţa, sau đó bãi bỏ[23]

Vào ngày 30 tháng 4 năm 2013, Nghị viện Gagauzia đã phê chuẩn dự luật cấm "tuyên truyền" về đồng tính luyến ái, song tính và chuyển giới như hôn nhân đồng giới và nhận con nuôi của các cặp đồng giới. Dự luật không bao gồm bất kỳ hình thức xử phạt hành chính hoặc phạt tiền nào, nhưng một số điều khoản của nó đã cấm bất kỳ tổ chức nào liên quan đến LGBT không được đăng ký trong khu vực. Một điều khoản khác được dự định cấm bất kỳ câu lạc bộ và cơ sở giải trí nào liên quan đến LGBT. Vào ngày 20 tháng 6 năm 2013, các điều khoản này đã bị vô hiệu bởi một quyết định của tòa án, cho rằng các luật này đã vi phạm quyền tự do ngôn luận và nhân quyền.
Vào ngày 23 tháng 5 năm 2013, mặc dù luật chống phân biệt đối xử ngăn chặn sự phân biệt đối xử dựa trên xu hướng tính dục trong việc làm, Quốc hội Moldova đã thông qua dự luật cấm tuyên truyền mại dâm, ấu dâm và "bất kỳ mối quan hệ nào khác ngoài quan hệ liên quan đến hôn nhân và gia đình. với Hiến pháp và Bộ luật gia đình". Dự luật cũng bao gồm tiền phạt. Dự luật đã được ký thành luật vào ngày 5 tháng 7 năm 2013 và có hiệu lực vào ngày 12 tháng 7 năm 2013. Luật không rõ ràng cấm "tuyên truyền" về đồng tính luyến ái, nhưng nó có thể được các thẩm phán giải thích như vậy. Vào ngày 11 tháng 10 năm 2013, Nghị viện đã thông qua dự luật nhằm loại bỏ nội dung có thể được hiểu là lệnh cấm "tuyên truyền đồng tính luyến ái".

### Nghị quyết của Hội đồng Nhân quyền LHQ
Vào tháng 6 năm 2011, Moldova đã sử dụng ghế của Hội đồng Nhân quyền Liên Hợp Quốc để bỏ phiếu chống lại nghị quyết LHQ thành công đầu tiên lên án phân biệt đối xử và bạo lực đối với các cá nhân dựa trên xu hướng tính dục và bản dạng giới.

## Bảng tóm tắt
| Hoạt động tình dục đồng giới được thực hiện hợp pháp                                          | (Từ năm 1995)               |
| Độ tuổi đồng ý                                                                                | (Từ năm 2002)               |
| Luật chống phân biệt đối xử trong việc làm                                                    | (Từ năm 2013)               |
| Luật chống phân biệt đối xử trên các phương tiện truyền thông                                 | (Từ năm 2019)               |
| Luật chống phân biệt đối xử trong việc cung cấp hàng hóa và dịch vụ                           | No                          |
| Luật chống phân biệt đối xử trong tất cả các lĩnh vực (bao gồm cả ngôn từ kích động thù địch) | No                          |
| Luật chống phân biệt đối xử liên quan đến bản sắc giới                                        | No                          |
| Công nhận công đoàn đồng giới                                                                 | No                          |
| Hôn nhân đồng giới                                                                            | (Hiến pháp cấm từ năm 1994) |
| Con nuôi của các cặp vợ chồng đồng giới                                                       | No                          |
| Con nuôi chung của các cặp đồng giới                                                          | No                          |
| Quyền thay đổi giới tính hợp pháp                                                             | (Cần chẩn đoán tâm thần)    |
| Người đồng tính nam, đồng tính nữ và song tính được phép phục vụ trong quân đội               | Yes                         |
| Truy cập IVF cho đồng tính nữ                                                                 | No                          |
| Mang thai hộ cho các cặp đồng tính nam                                                        | No                          |
| NQHN được phép hiến máu                                                                       | No                          |